# Fridley
Fridley è un comune degli Stati Uniti d'America, situato in Minnesota, nella contea di Anoka.